# Panorpa horni
Panorpa horni är en näbbsländeart som beskrevs av Navás 1928. Panorpa horni ingår i släktet Panorpa och familjen skorpionsländor. Inga underarter finns listade i Catalogue of Life.